# حسن کامران دستجردی
حسن کامران دستجردی (زاده ۱۳۳۳، دستجرد نیک آباد)، نماینده سابق حوزه انتخابیه اصفهان در مجلس شورای اسلامی بوده است. وی پیشتر در دوره‌های چهارم، پنجم، هفتم، هشتم، نهم و دهم نمایندگی اصفهان و ورزنه را برعهده داشته است. وی، در مجالس هفتم و هشتم عضو کمیسیون امنیت ملی و سیاست خارجی مجلس بوده است. وی پیش از نمایندگی مجلس شورای اسلامی، مسئول حفاظت اطلاعات نزاجا، دبیرکل کتابخانه‌های عمومی کشور و مسئول معاونت آموزشی نیروی دریایی سپاه پاسداران بوده است. او همسر نیره اخوان بیطرف نماینده اصفهان و ورزنه است.
حسن کامران در انتخابات مجلس یازدهم نتوانست رای لازم را کسب کند
او نتوانست آرای کافی مردم اصفهان، جرقویه و ورزنه را برای حضور در مجلس دهم بدست آورد اما در انتخابات میان‌دوره‌ای مجلس در سال ۱۳۹۶ با با کسب ۲۴۲۸۸۹ توانست به مجلس ایران راه یابد.
حسین کامرانی دستجردی نماینده ادوار مجلس برای ثبت نام در انتخابات ریاست جمهوری چهاردهم نام‌نویسی کرد

## دستگیری
در جریان انفجار ۸ شهریور ۱۳۶۰، که منجربه کشته شدن محمدعلی رجایی و محمدجواد باهنر شد، به ظن همکاری با کشمیری (عامل انفجار)، حسن کامران دستگیر و حکم برای مدت دو سال زندانی را دریافت کرد که با فرمان سید روح‌الله خمینی لغو شد.

## افشای پرداخت یکصد میلیون تومانی
وی در دور هشتم مجلس که اکثریت آن در اختیار اصولگرایان بود پرداخت صد میلیون تومانی به نمایندگان را افشا کرد. این افشا گری موجب حملات فراوانی از سوی نمایندگان و برخی رسانه‌های اصولگرا علیه وی شد. وی دربارهٔ این پرداخت‌ها گفت: 
 ۸۰ میلیون از این مقدار بابت اجاره مسکن است، البته ۵۰ میلیون تومان از این مقدار بلاعوض بوده و ۳۰ میلیون تومان آن نیز به صورت وام قرض‌الحسنه است. همچنین مجلس ۲۰ میلیون تومان بابت خرید ماشین در اختیار نمایندگان گذاشته است.
 انتقادات نمایندگان تا مرز درگیری فیزیکی با یکی از نمایندگان روحانی مجلس نیز پیش رفت.

## دیگر مواضع
او در مخالفت با ایجاد مناطق آزاد گفت: «مناطق آزاد وبال کشور شده‌اند. در همه جای دنیا، مناطق آزاد مرکز صادرات هستند و از مالیات معافند، در ایران مرکز واردات هستند و از مالیات معافند. نمایندگان هم برای یک لقمه رای، هر سال تعداد بیشتری منطقه آزاد و ویژه تصویب می‌کنند.»